# Herter Brothers
Herter Brothers war ein von 1864 bis 1906 in New York City existierendes Unternehmen, das hochwertige Möbel und Innenausstattungen für Privathäuser und öffentliche Einrichtungen herstellte. Inhaber waren die deutschstämmigen Halbbrüder Gustave (Gustav) und Christian Herter aus Stuttgart.

## Geschichte
Der ältere Bruder Gustave kam in der Zeit der Revolution von 1848 in die Vereinigten Staaten und begann dort in seinem angestammten Beruf als Holzschnitzer in der Möbelindustrie zu arbeiten. 1853 zeigte er in einer Ausstellung im New Yorker Crystal Palace eine Anrichte aus Eichenholz, die ihn zum ersten Mal einer breiten Öffentlichkeit bekannt machte und den Grundstock zu seinem eigenen Unternehmen bildete. Wenige Jahre später beschäftigte er bereits hundert Angestellte.
Die Entwicklungen zu Beginn der zweiten Hälfte des 19. Jahrhunderts in den USA kamen ihm entgegen: Die Tendenz, sich zu Hause eigene Bibliotheken und Galerien anzulegen, führte zu neuen Bedürfnissen der Möbelkäufer. Eine der frühesten bekannten Arbeiten Gustave Herters entsprach diesen Wünschen: ein Ausstellungs- oder Präsentationstisch für wertvolle Bücher und Kunstwerke, der reich mit Schnitzereien verziert war. Die Neureichen des viktorianischen Amerika wurden zur hauptsächlichen Zielgruppe Herters. 1864 schlossen sich Gustave und Christian Herter, der um 1860 ebenfalls in die USA gekommen war, zu dem Unternehmen Herter Brothers zusammen.

## Kunden und Werke

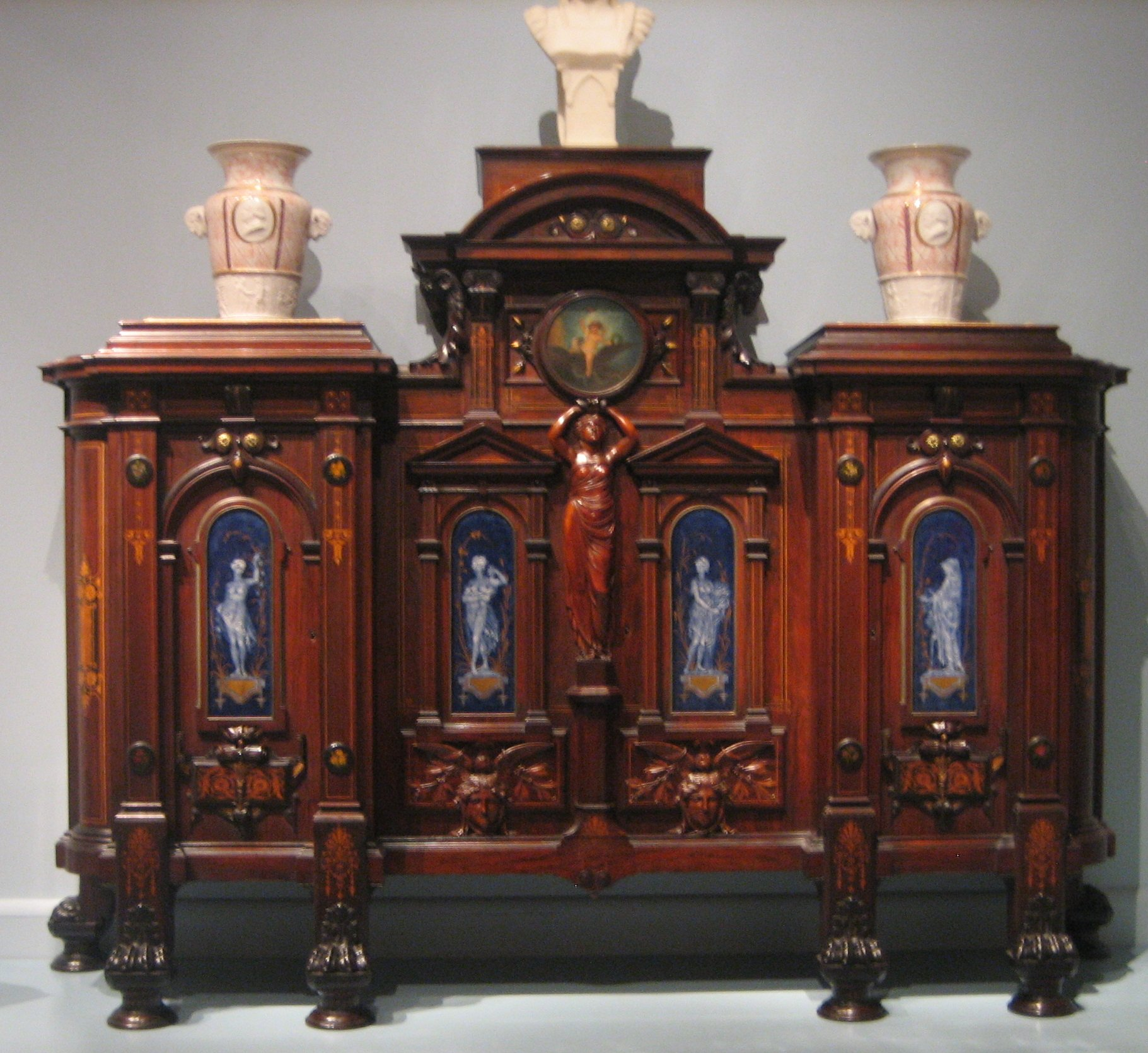
Ein Möbel von Herter Brothers, um 1869

Im Jahr 1860 stattete Gustave Herter das Anwesen des Hotelbarons Ruggles S. Morse aus. Weitere Kunden des aufstrebenden Unternehmens waren John Pierpont Morgan, LeGrand Lockwood, der Banken- und Eisenbahntycoon, der mehrere Räume seines Landhauses in Norwalk komplett von Herter Brothers ausstatten ließ, Mary Frances Sherwood Hopkins Searles und Milton Latham. Dieser Investor und Politiker legte sich Thurlow Lodge in Menlo Park in Kalifornien zu. Im Musikzimmer dieses Gebäudes stand vermutlich das größte Möbelstück, das je auf dem amerikanischen Kontinent produziert wurde – eine Konsole aus dem Hause Herter Brothers. Sie legt Zeugnis von der Stilrichtung ab, die vor allem Christian Herter propagierte: Materialreichtum und eine Kombination aus zahlreichen Kunstrichtungen wie Schnitzen, Malen etc. führten zu Effekten, die eher an Malerei als an Möbelbau erinnerten. Die allgemeine Wertschätzung des Kunsthandwerks sowie exotischer Materialien und Kunstformen in den 1870er und 1880er Jahren entsprach dieser Tendenz genau.
Christian Herter übernahm auch als einer der ersten Designer in Amerika Züge der japanischen Kunst, noch ehe diese durch die Jahrhundertausstellung in Philadelphia zu einer allgemeinen Mode wurde. Einer der ersten Kunden, die Einrichtungsgegenstände dieser neuen Stilrichtung bei Herter orderten, war der Versicherungsmagnat James Goodwin in Hartford (Connecticut). Sein eklektizistisches Landhaus Woodlands von 1874 wurde in anglojapanischem Stil ausgestattet. 1940 wurde das Haus abgerissen; nur ein geringer Teil der einstigen Ausstattung blieb im Hartford's Wadsworth Atheneum erhalten.
Eines der eindrucksvollsten Zeugnisse der Arbeit von Herter Brothers war die Residenz William Henry Vanderbilts, die 1879 an der Fifth Avenue und der 55. Straße in New York realisiert wurde. Bis auf die farbliche Gestaltung der Fassaden hatte das Unternehmen bei diesem Bau freie Hand.
1870 schied Gustave Herter aus dem Berufsleben aus, um nach Deutschland zurückzukehren. Christian Herter zog sich 1883 aus dem Unternehmen zurück und starb noch im selben Jahr. Das Unternehmen musste zwar in den folgenden Jahren seine Monopolstellung aufgeben, war aber auch weiterhin noch sehr erfolgreich. Offenbar hatten die Herter Brothers den Geschmack der Zeit getroffen. In einem Bericht über das Unternehmen aus dem Jahr 1995 ist zu lesen: „[…] the sheer audacity of building bigger and bolder forms in wood — and every other material under the sun — make Herter Brothers the premier innovators in furniture design, in an age that took its furniture very seriously.“

## Ausstellungen
Werke der Herter Brothers wurden 1995 in einer gemeinschaftlichen Ausstellung des Museum of Fine Arts in Houston und des Metropolitan Museums of Art in New York gezeigt.